# ママドゥ・ケイタ (フェンシング選手)
ママドゥ・ケイタ(Mamadou Keita、1984年11月18日 – )は、セネガルのフェンシング選手。
2008年に北京オリンピックの男子サーブル競技に出場した。1回戦で日本の小川聡に敗れ、敗者復活戦でもルーマニアのラレス・ドゥミトレスクに敗れて敗退した。